# Tempestade na Costa Leste Americana em 1994
Imagem visível da interação do par de ciclones perto da costa leste às 13:00h EST (08:00h UTC) em 23 de dezembro de 1994.
A tempestade na Costa Leste Americana em 1994 foi um intenso ciclone ao longo da Costa Leste dos Estados Unidos e das províncias atlânticas do Canadá. Desenvolveu-se a partir de uma área de baixa pressão no sudeste do Golfo do México, perto de Florida Keys, e atravessou o estado da Flórida. Ao entrar nas águas quentes da Corrente do Golfo, no Oceano Atlântico, começou a se intensificar rapidamente, exibindo traços de um ciclone tropical, incluindo a formação de um olho. Atingiu uma pressão de 970 milibares nos dias 23 e 24 de dezembro de 1994 e, depois de se mudar para o norte, chegou à praia perto de Nova Iorque na véspera do Natal. Por causa da natureza incerta da tempestade, o Centro Nacional de Furacões (CNF) não o classificou como um ciclone tropical.
As chuvas fortes da tempestade em desenvolvimento contribuíram para inundações significativas na Carolina do Sul. Grande parte do restante da costa leste foi afetada por ventos fortes, enchentes costeiras e erosões costeiras. O Estado de Nova Iorque e a região da Nova Inglaterra suportaram o impacto da tempestade, enquanto o dano foi extenso em Long Island, e, em Connecticut, 130 mil casas perderam energia elétrica durante a tempestade. Danos generalizados e quedas de energia também ocorreram em Rhode Island e Massachusetts, onde a tempestade gerou ondas de 9,1 metros ao longo da costa. Por causa do padrão de clima quente que contribuiu para o desenvolvimento da tempestade, a precipitação foi limitada à chuva. Duas pessoas morreram e o dano foi de pelo menos 21 milhões de dólares.

## História meteorológica

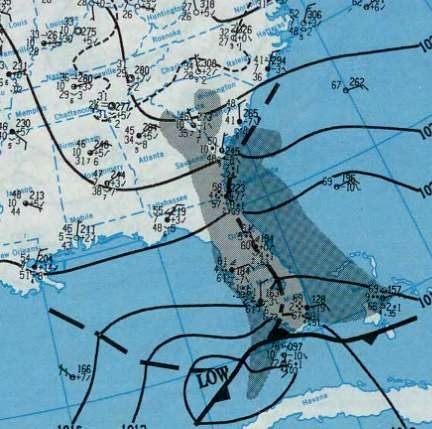
Um mapa da tempestade em desenvolvimento em 21 de dezembro.

A tempestade originou-se em um sistema de baixa pressão de nível superior que se deslocou para o sudeste das Grandes Planícies centrais para o Deep South dos Estados Unidos. Depois de chegar ao sudeste do Golfo do México, a perturbação foi submetida à ciclogênese, e o sistema resultante atravessou a Flórida em 22 de dezembro em resposta a uma depressão que se aproximava. O meteorologista Jack Beven do Centro Nacional de Furacões observou que "ao se mudar para as Bahamas, parecia ter as características de uma tempestade tropical". A natureza incerta da tempestade impediu a CNF de emitir alertas sobre ela, e os analistas não dispunham de dados suficientes para avaliar completamente o ciclone quanto a possíveis características tropicais. O mesmo vale que empurrou a tempestade pela Flórida se moveu para o norte, permitindo que a alta pressão se desenvolvesse nos níveis superiores da atmosfera.
Considerado uma "tempestade híbrida", o ciclone se intensificou rapidamente em águas quentes de até 27 ºC da Corrente do Golfo, combinado com uma massa de ar frio sobre os Estados Unidos. O sistema continuou a se intensificar rapidamente enquanto se deslocava dentro da Corrente do Golfo; desenvolveu uma convecção central, uma característica incomum para um ciclone extratropical, e em um ponto exibiu um olho. Apesar dessas indicações de características tropicais, "não havia nenhuma frente associada a ele e este tinha um núcleo quente, mas o raio de ventos máximos era superior a 280 km/h, portanto, sob os critérios padrão do CNF, não se qualificava como uma tempestade tropical". Nos dias 23 e 24 de dezembro, o nor'easter intensificou-se alcançando uma pressão barométrica de 970 mb. Um sistema de baixa pressão de nível superior que se desenvolveu por trás da tempestade começou a se intensificar e cresceu tornando-se maior em tamanho do que a perturbação original. Em uma interação conhecida como o Efeito Fujiwara, a ampla circulação da baixa secundária levou o primeiro nor'easter em direção ao sul de Nova Iorque e Nova Inglaterra. O baixo original passou ao longo da costa sul de Long Island, e chegou em terra firme perto de Nova Iorque em 24 de dezembro. Posteriormente, mudou-se para o sudeste do estado de Nova Iorque. Em 25 de dezembro, o sistema começou a enfraquecer rapidamente à medida que se dirigia para a Nova Escócia, antes que o par de sistemas de baixa pressão se movesse para o mar em conjunto nas primeiras horas de 26 de dezembro.

## Efeitos

### Sudeste dos Estados Unidos
Na Carolina do Sul, a inundação associada ao ciclone foi considerada a pior desde 1943. Mais de 5 polegadas (130 mm) de chuva foi relatada, enquanto os ventos derrubaram árvores e rasgaram toldos. Além disso, a costa sofreu os efeitos da erosão costeira. Milhares de clientes no estado perderam energia elétrica. Como resultado das fortes chuvas, várias barragens ficaram sobrecarregadas pelo aumento das águas. Extensas inundações de estradas e rodovias foram relatadas, muitas das quais foram fechadas como resultado. Até 0.91 metros de água inundaram algumas casas na região. Aproximadamente, 300 pessoas no Condado de Florence foram forçadas a evacuar por causa das inundações, e pelo menos 200 casas foram danificadas. Duas mortes foram relatadas no estado. Uma mulher foi morta quando seu veículo aquaplanou e atingiu uma árvore, e outra pessoa se afogou depois que seu carro foi atingido por outro veículo e caiu no mar. Os danos totais na Carolina do Sul totalizaram pelo menos quatro milhões.

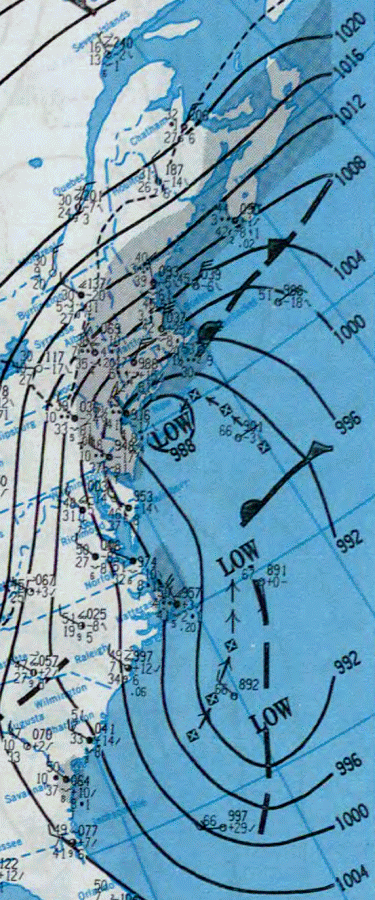
Mapa meteorológico do par de ciclones em interação durante a manhã de 24 de dezembro de 1994.

Fortes ventos ocorreram ao longo da costa da Carolina do Norte. Diamond Shoals relatou ventos de 72 km/h e, em alto mar, ventos alcançaram os 105 km/h. Em Wrightsville Beach, a rebentação áspera erodiu uma borda de 2,4 metros na praia. Em Carolina Beach, as dunas foram violadas e algumas estradas, incluindo partes da North Carolina Highway 12, foram fechadas.

### Meio atlântico
Quando a principal tempestade entrou em Nova Inglaterra, a baixa secundária produziu pequenas inundações costeiras na região de Tidewater, na Virgínia, em 23 de dezembro. Ventos de 56 a 72 km/h e marés de 0,30 a 0,91 metros acima do normal foram relatados. Em Sandbridge, Virginia Beach, Virgínia, uma casa à beira-mar desmoronou no mar. Várias estradas em toda a região sofreram pequenas inundações. Fortes ventos resultantes do apertado gradiente de pressão entre o nor'easter e uma área de alta pressão localizada sobre os Estados Unidos, derrubaram alguns postes, que provocaram um incêndio no dia 24 de dezembro. O fogo, rapidamente espalhado pelo vento, queimou um campo. Os ventos fortes derrubaram várias árvores.
O dano foi leve em Maryland. Algumas dunas de areia e estruturas de madeira foram danificadas e ocorreram marés acima do normal. Em Nova Jersey, fortes ventos causaram quedas de energia e derrubaram árvores e postes elétricos. Pequenas inundações costeiras de ruas e casas foram relatadas. Caso contrário, o dano no estado era menor.
A tempestade trouxe chuvas fortes e ventos fortes no estado de Nova Iorque e na cidade de Nova Iorque em 23 e 24 de dezembro. Rajadas de 97 a 129 km/h derrubaram centenas de árvores e muitas linhas de energia em Long Island. Várias casas, além de muitos carros, sofreram danos. Cerca de 112 mil clientes da Companhia de Luz de Long Island sofreram quedas de energia em algum momento durante a tempestade. À medida que o ciclone avançava para o norte, no estado de Nova Iorque, ventos fortes ocorriam na região de Hudson Valley. Ao longo dos condados Columbia, Ulster e Rensselaer, árvores, galhos de árvores e linhas de energia foram derrubados pelos ventos. Em Stephentown, Nova Iorque, uma rajada de 93 km/h foi relatada. O condado de Ulster sofreu impactos substanciais, com grandes árvores sendo arrancadas e atingindo casas. Em todo o leste do estado de Nova Iorque, 25 mil famílias perderam seus bens materiais como resultado do nor'easter. Em Southold, no North Fork de Long Island, uma casa à beira-mar desmoronou parcialmente na água.

### Nova Inglaterra
Em Connecticut, a tempestade foi descrita como sendo mais significativa do que o previsto. Rajadas de ventos fortes atingiram 110 km/h, passando pelo estado a partir do nordeste e depois do leste. Árvores, galhos de árvores e postes elétricos foram derrubados, causando danos a propriedades e veículos. Os ventos fortes causaram quedas generalizadas de energia, afetando cerca de 130 mil casas. Como resultado, as empresas de eletricidade buscaram ajuda da Pensilvânia e Maine para restaurar a eletricidade. Bruno Ranniello, porta-voz da Northeast Utilities, relatou que "tivemos interrupções em praticamente todas as comunidades". Em New Haven, o nor'easter arrancou três barcaças de suas próprias amarras. Uma das barcaças atravessou o Estuário de Long Island e encalhou perto de Port Jefferson, Nova Iorque. Um homem em Milford foi morto indiretamente quando uma árvore que foi parcialmente derrubada pela tempestade caiu sobre ele durante uma tentativa de removê-la do quintal de um parente. A Northeast Utilities, que relatou a maioria das quedas de energia, estima que os danos provocados por tempestades no estado foram de seis a oito milhões de dólares (1994; 8,8 a 11,8 milhões de dólares - 2008).
Os efeitos foram menos graves em Nova Hampshire e Vermont. No sul de Nova Hampshire, uma linha de tempestades produziu chuvas torrenciais, causando inundações em partes da Rota 13 de Nova Hampshire. Inundações repentinas de vários afluentes alimentando o rio Piscataquog foram relatadas. Em Maine, a tempestade trouxe ventos fortes e chuva forte. Ao longo da costa do sul em Maine e Nova Hampshire, a erosão costeira foi relatada. Além disso, pequenas inundações foram relatadas em toda a região, como resultado da pesada escorrência superficial e pequenas geleias de gelo. Em Rhode Island, as quedas de energia foram as piores desde o furacão Bob da Temporada de furacões no Atlântico de 1991. Em todo o estado, aproximadamente 40 mil clientes ficaram sem energia elétrica. Assim como em Massachusetts, árvores derrubadas e danos à propriedade foram generalizados. Houve muitos relatos de telhados sendo derrubados e de danos a calhas. Em Warwick, vários barcos pequenos foram danificados depois de serem atropelados por outros barcos. A maior rajada de vento reportada no estado foi de 119 km/h em Ashaway. Os danos em todo o estado totalizaram cerca de cinco milhões de dólares.
Massachusetts, particularmente em Cabo Cod e Nantucket, suportou o peso do nor'easter. Alegadamente, rajadas de vento se aproximaram de 160 km/h em Cabo Cod e, no mar, as ondas atingiram 9,1 metros. Em Walpole, rajadas de vento atingiram os 142 km/h, enquanto ventos de 135 km/h foram reportados em Nantucket. Os ventos deixaram 30 mil casas sem energia durante a tempestade, principalmente na parte leste do estado. Alguns ficaram sem eletricidade durante 48 horas. Os danos à propriedade foram generalizados e muitas árvores, placas e outdoors foram derrubados. Uma grande tenda usada pelos New England Patriots foi arrancada de sua fundação. Os ventos também espalharam um incêndio letal em North Attleboro. Apesar de não estar diretamente relacionado com a tempestade, o incêndio causou sete fatalidades. Por causa das marés estarem baixas, pequenas inundações costeiras ocorreram. Fora do Prudential Tower Center em Boston, a tempestade derrubou uma árvore de Natal. Uma precipitação de 51 a 89 mm foi reportada em toda a parte oriental do estado, contribuindo para o escoamento pesado que lavou uns 120 metros de uma seção de uma rodovia. Os danos totais em Massachusetts foram estimados em cerca de cinco milhões.